# Pristimantis ganonotus
Pristimantis ganonotus är en groddjursart som först beskrevs av William Edward Duellman och Lynch 1988.  Pristimantis ganonotus ingår i släktet Pristimantis och familjen Strabomantidae. IUCN kategoriserar arten globalt som otillräckligt studerad. Inga underarter finns listade i Catalogue of Life.